# Ulla Wolff-Frank

Ulla Wolff-Frank

Ulla Wolff-Frank, Altersbild

Ulla Wolff-Frank, geb. Rieke Hirschfeld (* 9. April 1848 in Wollstein; † 1. Juni 1924 in Berlin), war eine deutsche Schriftstellerin und Journalistin. Sie benutzte als weitere Autorennamen Ulrich Frank, Ulla Wolff, Ulla Wolff-Frankfurter und U. Frank.

## Leben
Ihr Großvater und ihr Vater waren jüdische Gelehrte und Rabbiner. Geboren als Ulla Hirschfeld kam sie schon früh in Kontakt mit wissenschaftlichen und schöngeistigen Interessen. Ihr Vater, Dr. phil. Hirsch Hirschfeld, kümmerte sich selbst um die Ausbildung seiner Tochter. Weitere schulische Ausbildung erhielt sie in Breslau. 1869 heiratete sie den Rabbiner Dr. L. Frankfurter, der im Jahre 1878 verstarb. Aus dieser Ehe stammten drei Kinder, eines davon war Richard Frankfurter. In zweiter Ehe heiratete sie 1890 den jüdischen Industriellen Louis Wolff. Mit ihm hatte sie zwei Kinder. 1880 zog sie nach Berlin und begann hier nach ersten Erfolgen als Theaterautorin aus materieller Not zu schreiben. Als Journalistin leitete sie über 15 Jahre hin die Berliner Feuilletonredaktion der Zeitung Hamburgischer Correpondent und schrieb für weitere Zeitungen und Zeitschriften, vor allem für das Berliner Tageblatt, das Jahrbuch für jüdische Geschichte und Literatur, die Allgemeine Zeitung des Judentums und die Breslauer Zeitung. Zu ihrem Freundeskreis gehörten Gustav Karpeles, Arthur Levysohn, Julius Stinde und Isidor Landau. In ihren Werken tritt sie für die Gleichberechtigung der Frauen in der Bildung ein und schildert häufig starke, unkonventionelle, selbständige und ökonomisch unabhängige Frauenfiguren.

## Werke
- Der Herr College. Schauspiel. Von Ulla Wolff. Wallishausser, Wien 1877.
- Ein Vampir. Schwank in einem Akt. Von Ulla Wolff. Wallishausser, Wien 1877.
- Aus Paris. Lustspiel. 1879.[2]
- Waldgeheimniss. Ein sociales Märchen. Von U. Frank. Kühtmann, Bremen 1880.
- Das Wunderkind. Erzählung von U. Frank. Abenheim, Berlin 1884.
- Weltliche Beichte. Von Ulrich Frank. Friedrich, Leipzig 1887.
- Der Kampf ums Glück. Von Ulla Wolff. Freund und Jeckel, Berlin 1888.
- Zwei Novellen. Von Ulrich Frank. (Frau Ottilie; Bettlers Heim) Freund und Jeckel, Berlin 1890.
- Rechtsanwalt Arnau. Roman von Ulrich Frank. Freund und Jeckel, Berlin 1891.
- Sollen Damen allein reisen und andere Novellen. Von Ulrich Frank. Freund und Jeckel, Berlin 1892.
- Der Kompagnon. Roman 1895.[3]
- Adlig. Roman. Von Ulrich Frank. Steinitz, Berlin 1895
- Die Berlinerin. Bilder und Geschichten. Mit 90 Illustrationen von Friedrich Stahl. Herausgegeben von Ulrich Frank. Concordia, Berlin 1896.
- Gestern und heut. Roman. Von Ulrich Frank. Steinitz, Berlin 1896.
- Die Frühlingsgnade. Novellen. Von Ulrich Frank. Freund und Jeckel, Berlin 1897.
- Margarete Eilert. Roman. Von Ulrich Frank. Freund und Jeckel, Berlin 1898.
- Der Stern. Roman. Von Ulrich Frank. Freund & Jeckel, Berlin 1898. (Weitere Ausgabe: Schall, Berlin 1905.)
- Das Jahr der Liebe und andere Novellen. Von Ulrich Frank. Freund und Jeckel, Berlin 1899.
- Die Lene. Roman. Von Ulrich Frank. Freund, Berlin 1903.
- Simon Eichelkatz und anderes. Von Ulrich Frank. Schottlaender, Breslau 1903.
- Beim Patirarchen. Die Toten. Erzählungen. Von Ulrich Frank. Schottlaender, Breslau 1903.
- Die Einsiedlerin. Roman. Von Ulrich Frank. Schottlaender, Breslau 1905.
- Frauen von heute. Roman. Von Ulrich Frank. Steinitz, Berlin 1908.
- Der Mischpoche-Rentner und andere Erzählungen. Von Ulrich Frank. Lamm, Berlin 1913.
- Franz Friedrich Erdmanns Mutter. Roman. Stilke, Berlin 1920.
- Juden. Geschichten aus alter Zeit. Von Ulla Wolff-Frankfurter. Privatdruck, Labisch, Berlin 1925.